# Mercedes-Benz 300 SL
O Mercedes-Benz 300 SL (código de chassi W198) é um carro superesportivo de dois lugares produzido pela fabricante alemã Mercedes-Benz entre 1954 e 1963. Foi produzido inicialmente com carroceria cupê e depois também como conversível. O 300 SL foi um dos primeiros supercarros feitos na história.
O 300 SL é conhecido por suas marcantes portas asa de gaivota e por ser o primeiro carro desportivo a ter um motor a gasolina com injeção direta de combustível. A versão "Gullwing" (asas de gaivota) foi fabricada desde 1954 a 1957, enquanto a versão Roadster foi produzida desde 1957 a 1963.
Em sua época o 300 SL era considerado o carro mais rápido do mundo.
3258 unidades foram construídas no total; 1400 cupês e 1858 descapotáveis.